# Риттиг, Светозар
Светозар Риттиг (хорв. Svetozar Rittig; 6 апреля 1873, Брод-на-Саве — 21 июля 1961, Загреб) — хорватский католический священник, церковный историк, теолог и политик.

## Биография

### Церковная деятельность
Родился 6 апреля 1873 года в Брод-на-Саве (ныне Славонски-Брод, Республика Хорватия). Изучал богословие в семинариях и училищах Сараева, Джакова, Вены и Рима. Окончил теологический факультет Загребского университета. В 1895 году рукоположен в священники. Работал секретарём у хорватского епископа Йосипа Юрая Штросмайера, чьими политическими идеями и увлёкся. Преподавал позднее в училищах Джакова и Загребском университете церковную историю. В Загребе издавал «Католическую газету», в 1902 году в Вене получил степень доктора наук.
В 1915 году Риттиг был назначен главой Центральной Загребской жупы: он служил сначала в церкви Святого Блажа, а затем в церкви Святого Марка. Активно помогал католической церкви Хорватии: в его загребском доме проводили встречи деятели искусства и представители интеллигенции. Отец Светозар занимался благотворительностью: с помощью Ивана Мештровича и Йозо Кляковича ему удалось отреставрировать и украсить церковь Святого Марка на одноимённой площади в Загребе.
В знак признания заслуг был назначен папским секретарём-камергером и настоятелем церкви Святой Елены в Подборье. На пенсию вышел в 1954 году.

### Научная деятельность
Риттиг стал автором множества трудов по истории Римско-католической церкви и истории Хорватии. Основу его исследований составляла хорватская церковная история: Риттиг написал труд под названием «Славянские история и право в церковном богослужении с особенным взглядом на Хорватию, часть I: 863—1248» (хорв. Povijest i pravo slovenštine u crkvenom bogoslužju, s osobitim obzirom na Hrvatsku, I. sveska od 863 – 1248), который был издан в Загребе в 1910 году. В Загребе им была основана академия старославянского языка, которая в 1952 году была преобразована в Старославянский институт: его он возглавлял вплоть до своей кончины. С 1961 по 1997 годы этот институт носил имя Светозара Риттига.
В 1947 году Светозар Риттиг был избран в Югославскую академию наук и искусств.

### Политическая деятельность
Благодаря беседам с Йосипом Юраем Штросмайером Риттиг занялся политикой. С самого начала он выступал за образование федерального государства южных славян и защищал эту идею вплоть до своей кончины. В 1905 году он вступил в Партию права, которая состояла в Хорватско-сербской коалиции. Состоял в Хорватском Саборе от Джакова с 1908 по 1918 годы. В 1917 году уехал в Швейцарию, где наладил связь с эмигрантским Югославянским комитетом. После возвращения в 1918 году на родину вошёл в состав Народного вече СХС.
После образования Королевства сербов, хорватов и словенцев Риттиг вступил в партию Хорватское сообщество. С 1919 по 1920 годы — член Временного народного представительства. В 1919 году от имени всех католических епископов Королевства сербов, хорватов и словенцев составил меморандум для папы римского с призывом признать новосозданное государство и лично его передал Бенедикту XV. С 1917 по 1932 годы — член городского управления Загреба.
В югославской политике отец Светозар был известен как сторонник радикального решения социальных проблем. После установления диктатуры 6 января Риттиг как истинный защитник югославянства стал призывать к примирению между сербами и хорватами, а также к достижению компромисса с правящей королевской семьёй: в Белграде он стал главой так называемой «поклонственной» делегации к королю Александру I.
28 ноября 1929 он выступил в Загребе с критикой движения усташей и лично Анте Павелича, которого обвинял в прислуживании итальянским и венгерским политикам. В своей речи Светозар Риттиг неоднократно повторял одну и ту же фразу: «Не хотим чужого, но и не отдадим своего!» (хорв. Ne tražimo tuđe, ali ne dajemo ni svoje!), которую сократили до простого «Чужого не хотим — своего не дадим!» (хорв. Tuđe nećemo – svoje ne damo). Позднее эту фразу неоднократно повторял Иосип Броз Тито, особенно в своей речи на острове Вис в 1944 году.

Последние кровавые события и страшные открытия пробудили совесть и душу каждого нашего гражданина, а многовековые враги хорватского народа потирают руки от удовольствия и охотятся за нашими территориями — за нашими хорватскими, нашими государственными землями […]
Господа! Город Загреб стал великим благодаря тому, что он носитель и апостол югославской мысли как народного верования и исповеди всех нас, чьи три имени были разделены в нескольких государств. Мы знаем, что над нашей землёй есть облака, но здесь открыто говорим, что для нас, хорватов, нет другой земли обетованной, кроме Югославии. Нет, потому что исполнение всех наших желаний и наших стремлений возможно только в Югославии, так как она охватывает все наши земли, в которых живут хорваты. Поэтому так называемые «труды» доктора Павелича, генерала Саркотича и ещё неизвестно как зовущихся людей, равно как и их соратников, не вытекают из гения хорватского народа, не исходят из его культурных традиций и политических интересов, а только из дипломатической службы и политики. […] Разве это не преступление — играть с судьбой Далмации, в которой родилась хорватская государственная мысль? […] Нет, Господи, Хорватии без Далмации! Нет и Югославии без Далмации! Мы уважаем великую итальянскую культуру. Мы состояли и состоим в узких связях с итальянским народом, чего желаем и дальше, потому что мы — миролюбивая нация и не хотим чужого, но и не отдадим своего!
Оригинальный текст (хорв.)Posljednji krvavi događaji i strahovita otkrića uzbuđuju savjest i dušu svakog našeg građanina, a vjekovni neprijatelji hrvatskog naroda trljaju zadovoljno svoje ruke i vrebaju na naš teritorij, na naš hrvatski, na naš državni teritorij. (…)

Gospodo! Grad Zagreb je postao velik po tome, što je on nosilac i apostol ove jugoslavenske misli, kao narodnog vjerovanja i ispovijedi svih nas, koji smo sa tri imena bili razdvojeni u nekoliko država. Mi znamo da nad našom zemljom ima oblaka, ali otvoreno ovdje kažemo, da za nas Hrvate druge obećane zemlje nema nego Jugoslavija. Nema je, jer rješenje svih naših želja i svih naših težnja jedino je moguće u Jugoslaviji, jer ona obuhvaća čitav naš teritorij u kome žive Hrvati. Zato sav onaj rad dr. Pavelića, generala Sarkotića i ne znam kako se sve tko od njih zove, kao i njihovih drugova, ne izvire iz genija hrvatskog naroda, ne izvire iz njegove kulturne tradicije i političkih interesa, nego iz službe tuđinskoj misiji, tuđinskoj politici. (…) Zar nije zločin igrati se sudbinom Dalmacije, u kojoj se rodila hrvatska državna misao? (…) Nema, gospodo, Hrvatske bez Dalmacije! Nema ni Jugoslavije bez Dalmacije! Mi poštujemo veliku talijansku kluturu. Mo smo s talijanskim narodom stajali i stojimo u uskim vezama, želimo to i dalje, jer smo narod miroljubiv i ne tražimo tuđe, ali ne dajemo ni svoje!

В 1934 году в Марселе был убит король Александр I. Светозар Риттиг стал четвёртым, кто поставил свою подпись под письмом с призывом навести внутренний порядок в Королевстве Югославии, направленным кронпринцу Павлу. Свои подписи оставили епископы Антун Бауэр (Загреб), Алоизие Степинац и Бонефатич (Сплит). Ещё более 40 человек из Хорватии поставили свои подписи. Авторами идеи письма являются Иван Мештрович и Владко Мачек. С 1936 года Светозар Риттиг занимался решением вопросов о принятии евреями, бежавшими из Германии от нацистов, югославского подданства.

### Народно-освободительная война Югославии
В 1941 году после провозглашения Независимого государства Хорватия Риттиг 30 июля 1941 бежал из Загреба в Нови-Винодольски к своему брату: это место было оккупировано Италией. В конце августа он выбрался в Селце при Црквенице, установил связь с Компартией Хорватии, отыскал югославских партизан и начал оказывать им помощь и поддержку.
10 сентября 1943 Риттиг отправился в Оточац, где встретился с лидерами Антифашистского вече народного освобождения Югославии Иваном Рибаром, Андрией Хебрангом и многими другими. Уже на следующий день он вернулся в Селце, а спустя несколько дней назначил встречу Ивана Рибара на острове Крк с епископом Йосипом Сребрничем, на которой планировалось заключение соглашения о помощи церкви Народно-освободительной армии Югославии и назначение ряда священников капелланами в дивизиях НОАЮ. Сребрнич категорически отказался идти на уступки и спустя год выступил с осуждением партизанского движения.
На втором заседании Земельного антифашистского вече народного освобождения Хорватии в Плашках 12 октября 1943 Риттиг выступил с речью, которая была опубликована 20 сентября 1943 на первой странице газеты «Вестник Единого Народно-освободительного фронта Хорватии».

### После войны
После войны он стал председателем комиссии по религиозным делам Народной Республики Хорватии, занимал должности в Учредительной и Союзной скущинах, а также Саборе НР Хорватии. С 1946 по 1954 годы был министром без портфеля в правительстве НР Хорватии.
21 июля 1961 Светозар Риттиг скончался в Загребе. Уже после его смерти, в 1966 году было заключено соглашение между Югославией и Ватиканом, на чём многократно настаивал Риттиг вплоть до конца своих дней.